# Agrostis melaleuca
Agrostis melaleuca é uma espécie de gramínea do gênero Agrostis, pertencente à família Poaceae.